# Ojai
Ojai város az USA Kalifornia államában, Ventura megyében. Lakosainak száma 7637 fő (2020. április 1.).

## Népesség
A település népességének változása:
| Lakosok száma | 1468 | 7461 | 7637 |
|               | 1930 | 2010 | 2020 |